# San Antonio de Flores
San Antonio de Flores – gmina (municipio) w południowym Hondurasie, w departamencie Choluteca. W 2010 roku zamieszkana była przez ok. 6 tys. mieszkańców. Siedzibą administracyjną jest miejscowość San Antonio de Flores.

## Położenie
Gmina położona jest w zachodniej części departamentu. Graniczy z 3 gminami:
- San Isidro od wschodu,
- Pespire od południa i zachodu,
- La Venta od północy.

## Miejscowości
Według Narodowego Instytutu Statystycznego Hondurasu na terenie gminy położone były następujące miejscowości: San Antonio de Flores, El Jícaro, Las Playitas i Moramulca. 

## Demografia
Według danych honduraskiego Narodowego Instytutu Statystycznego na rok 2010 struktura wiekowa i płciowa ludności w gminie przedstawiała się następująco:
| Wiek                  | 0–3 | 4–6 | 7–12 | 13–17 | 18–24 | 25–64 | 65+ | razem |
| San Antonio de Flores | 556 | 487 | 975  | 775   | 763   | 2 127 | 347 | 6 029 |
| Mężczyźni             | 298 | 255 | 538  | 401   | 424   | 1 054 | 173 | 3 142 |
| Kobiety               | 258 | 232 | 437  | 374   | 339   | 1 073 | 174 | 2 887 |